# 뉴스웨이
뉴스웨이는 대한민국의 경제신문이다. 2005년 10월 첫 온라인 기사를 송출하기 시작했다.

## 표어와 편집 방침
'신속' 보다는 '정확', '넓이' 보다는 '깊이'를 편집 방침으로 삼고 있다.
‘믿을 수 있는 경제신문’이 캐치프레이즈기도 하다.

## 사시
뉴스웨이의 사시는 1. 알차고 정확한 기사 2. 인간미 넘치는 보도 3. 경제대국 이끄는 언론이다. 

말 그대로 알찬 정보, 정확한 기사를 담겠다는 것과 언론의 본연의 사명인 인간과 같이 하는 휴머니즘의 뉴스를 전달하겠다는 것과 경제의 횃불이 돼, 한국
경제를 한 차원업그레이드하는데 주춧돌이 되겠다는 의미이다.